# 6699 Igaueno
6699 Igaueno eller 1987 YK är en asteroid i huvudbältet som upptäcktes den 19 december 1987 av den japanska astronomen Tsutomu Seki vid Geisei-observatoriet. Den är uppkallad efter den japanska staden Ueno.
Asteroiden har en diameter på ungefär 6 kilometer och den tillhör asteroidgruppen Astraea.